# Курган Эр-Грах
Курга́н Эр-Грах (фр. Tumulus d'Er Grah) — мегалитическое сооружение эпохи неолита на территории коммуны Локмарьякер у залива Морбиан. Рядом с данным курганом находятся два других известных неолитических монумента: менгир Эр-Грах и Табль-де-Маршан.
Курган сооружался постепенно и достраивался в различные периоды:
- около 4500 г. до н. э. — три небольших каирна над несколькими погребальными ямами, где были обнаружены два скелета быков, по-видимому, принесённых в жертву.
- около 4200 г. до н. э. — небольшая погребальная камера, окружённая круглым каирном. Вся эта конструкция объединена в одно целое при помощи массы камней, уложенных методом сухой кладки в виде трапеции.
- около 4000 г. до н. э. — две пристройки на севере и на юге, состоящие из каменных стен, на которые уложена масса из серой глины, в результате чего длина каменной конструкции увеличилась до 140 метров.

В XIX веке от кургана Эр-Грах оставалась только погребальная камера, разграбленная ранее. Северная пристройка, использовавшаяся как каменоломня, к настоящему времени исчезла.
Несмотря на тщательные раскопки, которые провёл в 1908 г. Закари Ле Рузик, памятник, частично разрушенный, покрытый растительностью, оставался малоизвестным до тех пор, пока в 1960-е годы около памятника не был сооружён настил. В 1935 году классифицирован в качестве исторического памятника
В результате раскопок 1991 г. было расчищено пространство вокруг кургана и обнаружены стены, сложенные методом сухой кладки, которые постепенно также расчищаются.
Памятник приобрёл нынешний вид в результате реставрации 1992 года.